# Ctenochira rufa
Ctenochira rufa là một loài tò vò trong họ Ichneumonidae.